# HTL Mössingerstraße
Die Höhere Technische Bundeslehranstalt Klagenfurt Mössingerstraße (abgekürzt HTL Mössingerstraße) ist eine österreichische berufsbildende höhere Schule mit Sitz in Klagenfurt am Wörthersee. Sie umfasst drei höhere Abteilungen, eine Fachschule und eine Abendschule.

## Geschichte

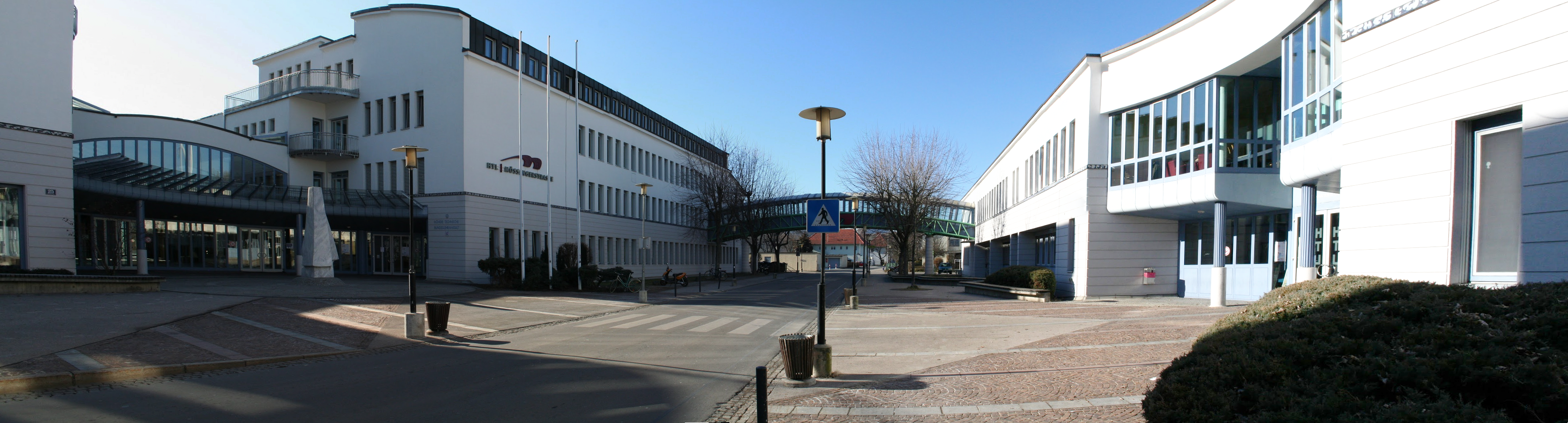
Panoramaansicht Richtung Westen

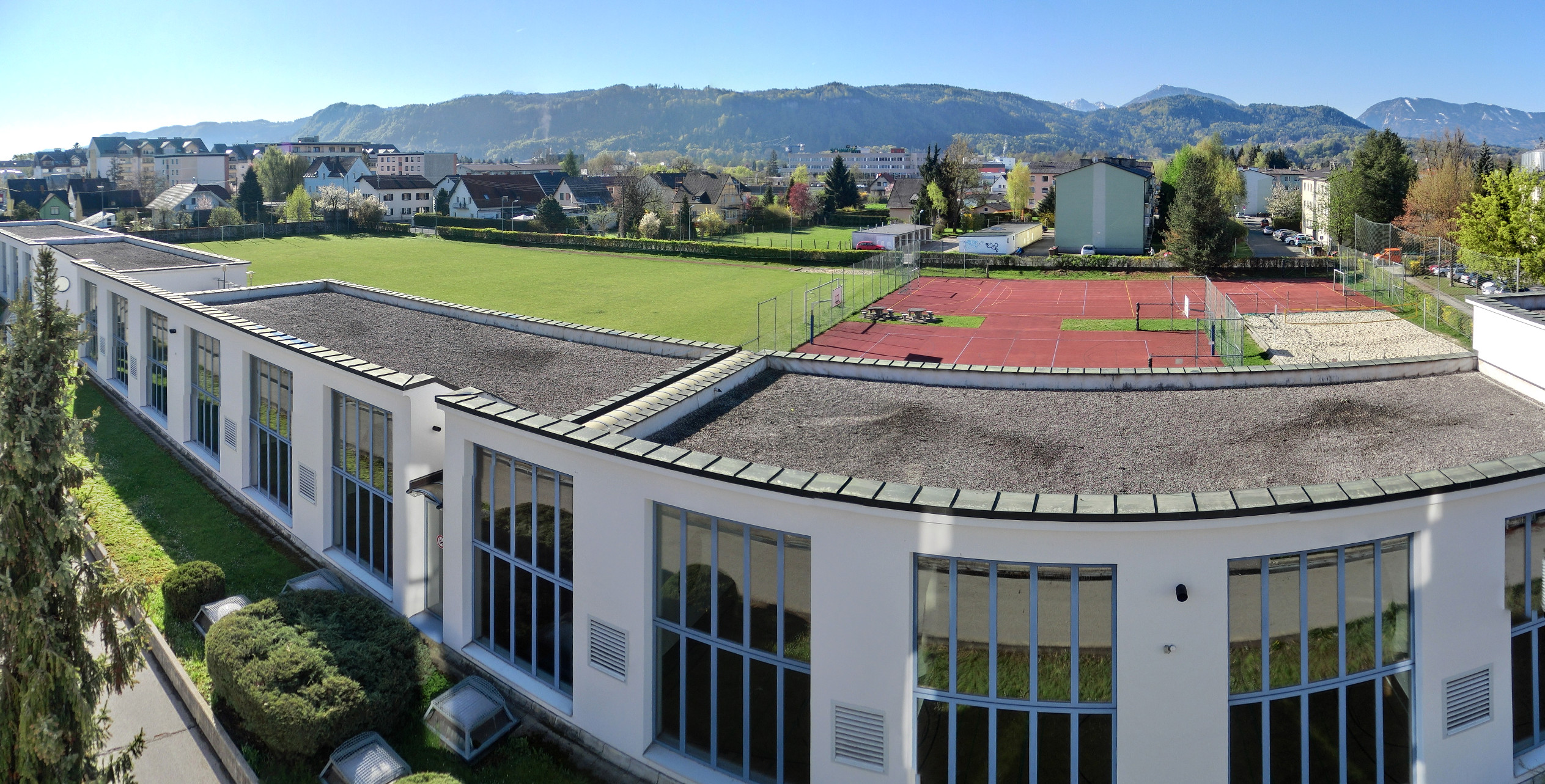
Panoramaaufnahme des Sportbereichs

Die HTL Mössingerstraße trennte sich im Jahr 1988 von der HTL1 Lastenstraße Klagenfurt. Der Grund für diese Trennung war, dass die ursprüngliche HTL Klagenfurt, aus der die beiden Schulen schließlich hervorgingen, hinsichtlich der Anzahl der Schüler zu groß geworden war.
Das aktuelle Bildungsangebot der Schule umfasst:
- die Höheren Abteilungen für Biomedizin- und Gesundheitstechnik, Elektronik und Technische Informatik sowie Elektrotechnik,
- eine Fachschule für Elektrotechnik sowie
- eine Abendschule mit den Zweigen Elektrotechnik und Informatik.

### Schulleiter
| Name            | von  | bis  |
| --------------- | ---- | ---- |
| Gerfried Müller | 1988 | 1990 |
| Johann Duller   | 1990 | 1991 |
| Gerald Schlatte | 1991 | 2005 |
| Alfred Gaugg    | 2005 | 2008 |
| Hubert Lutnik   | 2008 | …    |

## Architektur und Gebäude

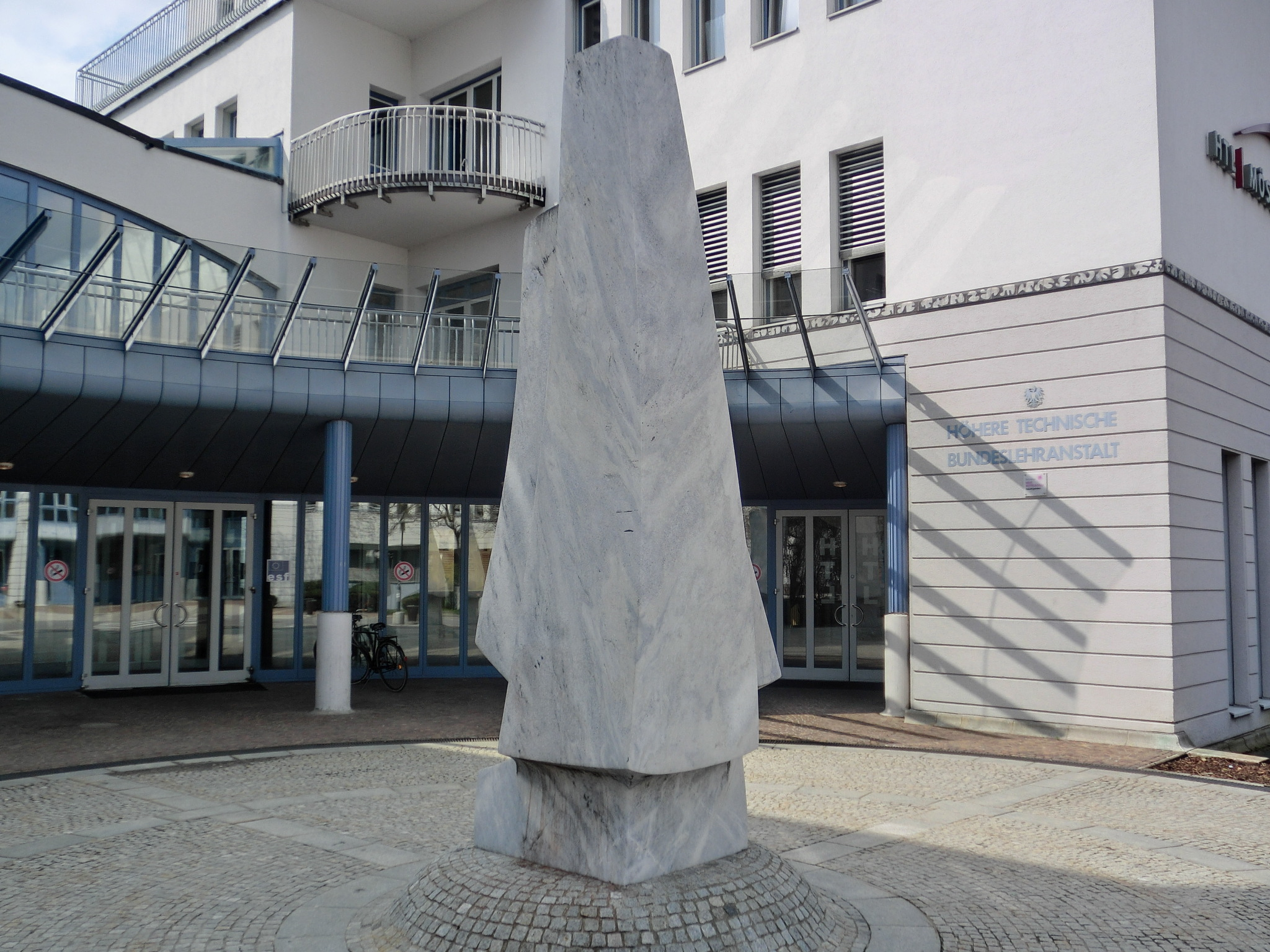
Skulptur von Max Gangl beim Haupteingang

Entworfen wurden die Schulgebäude von Manfred Nehrer, Reinhard Medek, Otto Nobis und Raoul Lavaulx.

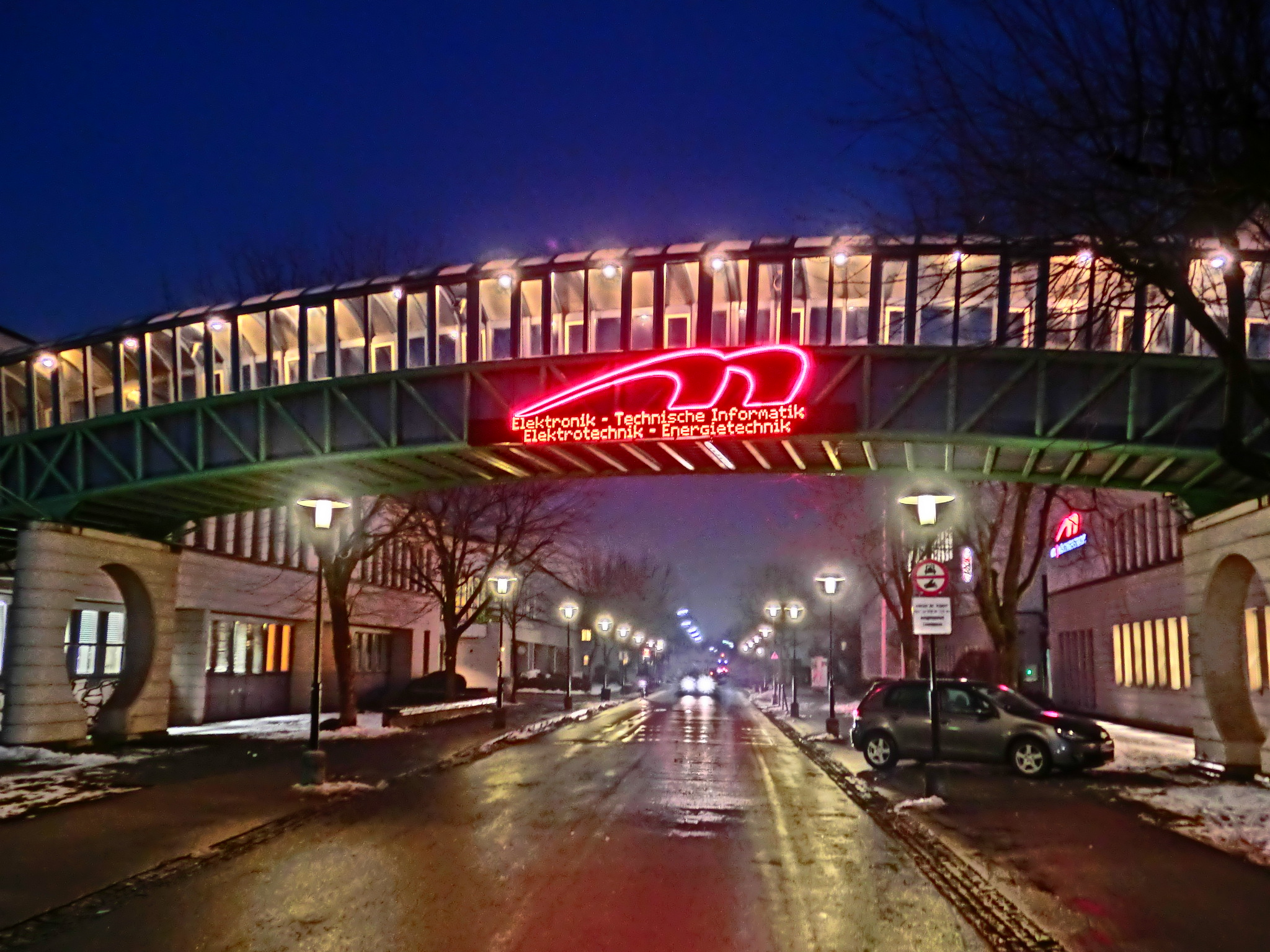
Verbindungsbrücke Theorie- mit Werkstättentrakt – „Die Brücke zum Erfolg“

Zu den architektonischen Besonderheiten zählt unter anderem eine vom Künstler Max Gangl entworfene Skulptur auf dem Vorplatz der Schule. Sie ist aus Krastaler Marmor gefertigt und auf einen aus dem Bodenbelag geformten Sockel gesetzt. Auch die Verbindungsbrücke zwischen Theorie- und Werkstättentrakt – als „Die Brücke zum Erfolg“ bezeichnet – ist zentraler Bestandteil dieser Besonderheiten.
Hinter der Schule befindet sich ein Sportplatz mit Fußballfeld, einem Hartplatz für Basketball und Handball, einem Beachvolleyballplatz sowie einer Laufbahn. Dieses Sportzentrum ist ebenso wie die vier Turnsäle Teil des BG/BRG Mössingerstraße.

## Pädagogische Arbeit, Ausstattung und Angebote

### Freigegenstände
Die Schule verfügt über ein umfangreiches Angebot an Freigegenständen. In diesem Kontext besonders erwähnenswert sind die Fächer des naturwissenschaftlichen Bereichs wie Astrophysik und Technische Mathematik. Im sprachlichen Bereich ist das Angebot einer Schreibwerkstätte sowie der Fächer Rhetorik, Slowenisch, Latein hervorzuheben. Außerdem bietet die Schule hinsichtlich seines Angebots im Bereich des Sports die Fächer Klettern, Bouldern, Floorball, Fußball und Volleyball.
Im technischen Bereich ergänzen die Fächer Licht-, Ton- und Bühnentechnik, Multimedia, Videoschnitt und Amateurfunk das Angebot ab.
Die Vorbereitung von Schülern auf Prüfungen zum Erwerb anerkannter Zertifikate wie z. B. Business English Certificates (BEC), European Business Competence* Licence (EBC*L), ICDL, Cisco Certified Network Associate (CCNA) und KNX-Standard (KNX/EIB) wird ebenfalls in Form von Freigegenständen angeboten.

### Partnerprojekte mit der Dritten Welt

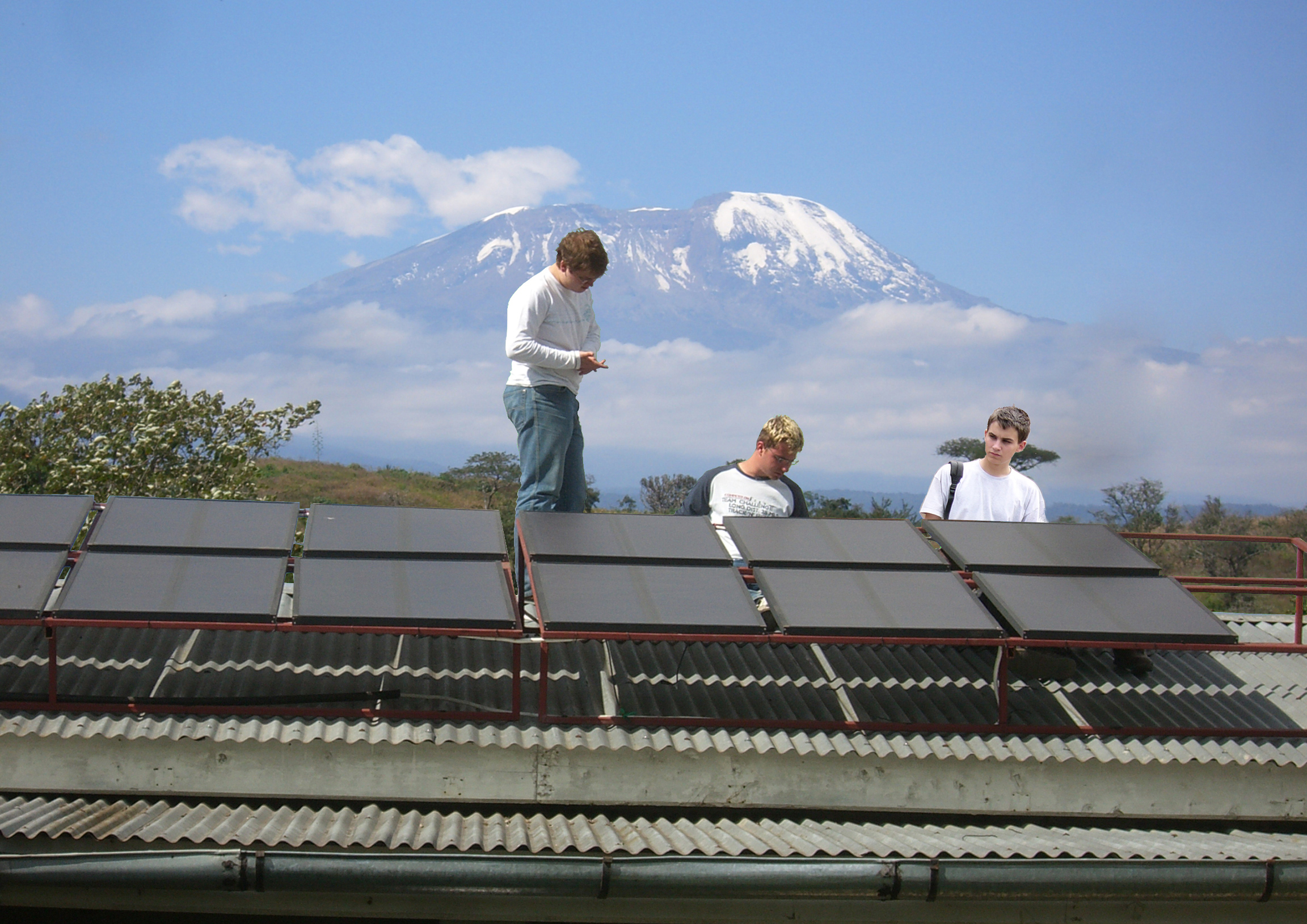
Montage der Fotovoltaikanlage in Tansania

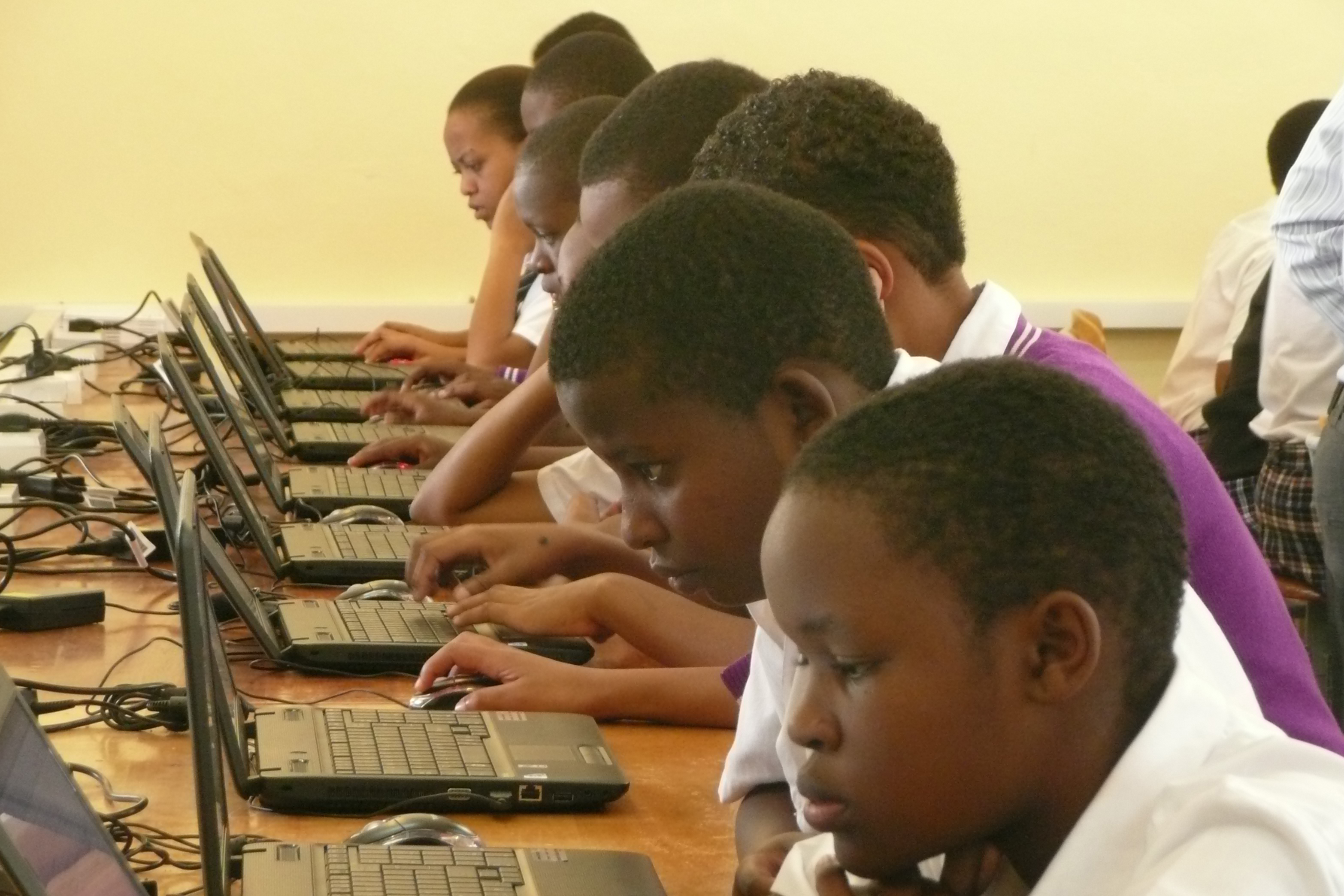
Inbetriebnahme des Computerraums in Tansania

Neben den für den Schultyp üblichen Abschlussprojekten nimmt das Projekt „JUA-Energie für Afrika“ eine Sonderrolle ein. In den Jahren 2006 bis 2011 wurde über Abschlussprojekte der Abteilung für Elektrotechnik in Tansania Infrastruktur für die Visitation der Girls’ Secondary School in Sanya Juu geschaffen. Dabei wurde besonderes Augenmerk auf die Schulung der Einheimischen gelegt, damit die Betreiber in die Lage versetzt werden, selbst die einzelnen Anlagenteile zu warten.
| Jahr | Projektinhalte                                                            |
| ---- | ------------------------------------------------------------------------- |
| 2006 | Photovoltaikanlage mit 1000 Wp und Solarkollektoren für 1800 l Warmwasser |
| 2008 | Photovoltaikkurs im Karanga Technical Training Center (KTTC) in Moshi     |
| 2011 | Computerraum, Satelliteninternet und Solarversorgung                      |

### Kooperationen mit anderen Schulen
Die HTL Mössingerstraße unterhält partnerschaftliche Beziehungen mit folgenden Schulen und Institutionen:
- Österreich – BRG Mössingerstraße[4] Klagenfurt. Zusammen mit dem BRG Mössingerstraße wird eine „Kooperationsklasse“ geführt. Im Zuge dieses Projektes bekommen Schüler der Unterstufe des Bundesrealgymnasiums einen Einblick in die Technik. Schwerpunkte liegen in den Fächern Mathematik, Naturwissenschaften und Werkstättenlaboratorium. Mittels „learning by doing“ erwerben die Schüler des Gymnasiums praktische Fähigkeiten im Bereich Maschinenbau und Elektronik.
- Österreich – Kindergärten in Klagenfurt. Schüler der HTL Mössingerstraße betreuen Kindergartenkinder und lösen gemeinsam kleine technische Projekte.
- Italien – Istituto Salesiani Bearzi[5] Udine
- Italien – Istituto Professionale per l’Industria e l’Artigianato „Galileo Galilei“[6] Castelfranco Veneto
- Kroatien – Gimnazija ecumicica Opatija
- Ungarn – Râkóczi Ferene Gimnâzium Budapest
- Slowenien – Šolski Center Slovenj Gradec

### Umweltprojekte

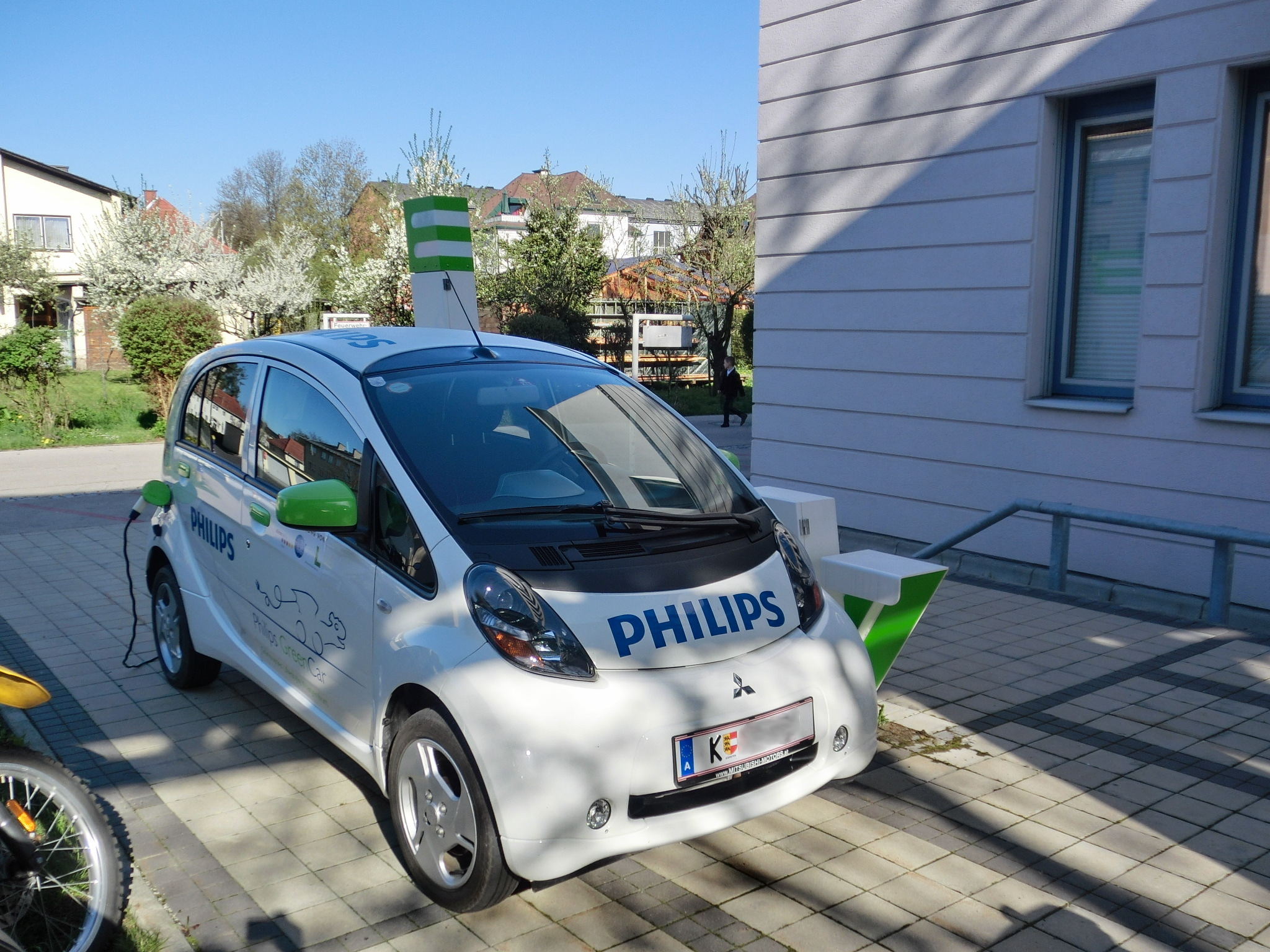
Elektrotankstelle bei der Schule

In Kooperation mit dem Unternehmen Energie Klagenfurt GmbH (EKG) wurde am Areal der Schule eine Elektrotankstelle geplant und in Betrieb genommen.
Außerdem wurde zum Zweck der besseren Ausbildung der Schüler im Werkstättenbereich ein Solarpark errichtet.

## Veranstaltungen
Der „Technikerball“ wird seit dem Schuljahr 2014/2015 von den Maturanten zusammen mit dem Absolventenverband organisiert.
Der „Tag der offenen Tür“ findet üblicherweise Anfang Jänner statt und vermittelt den Besuchern einen Überblick über den Schulalltag. Im Laborbereich präsentieren bei dieser Veranstaltung die Maturanten ihre Projekte.
Um die Kooperation mit Unternehmen in Kärnten zu stärken, findet jedes Jahr im April der sogenannte „Firmentag“ statt, an dem sich einerseits zahlreiche Unternehmen mit Vorträgen an ihren Ständen präsentieren können und andererseits angehende Absolventen sich den Unternehmen durch die Präsentation ihrer Abschlussprojekte empfehlen.
Mit den „Girls’ Practice Days“, die an mehreren Tagen im Jahr Schülerinnen einen Einblick in den Ausbildungsalltag an einer Schule mit einem Schwerpunkt im Bereich Technik bieten, wird versucht, das Interesse der Mädchen für eine Karriere im Bereich der Technik zu wecken.
In den Jahren 2011 und 2012 fand der sogenannte AndroidTag statt. Diverse Schulen, Institute und Unternehmen konnten an diesen teilnehmen, um einen Austausch in den Bereichen Entwicklung, Vermarktung und Anwendung mobiler Apps zu pflegen.

## Erwähnenswerte Preise bei Wettbewerben

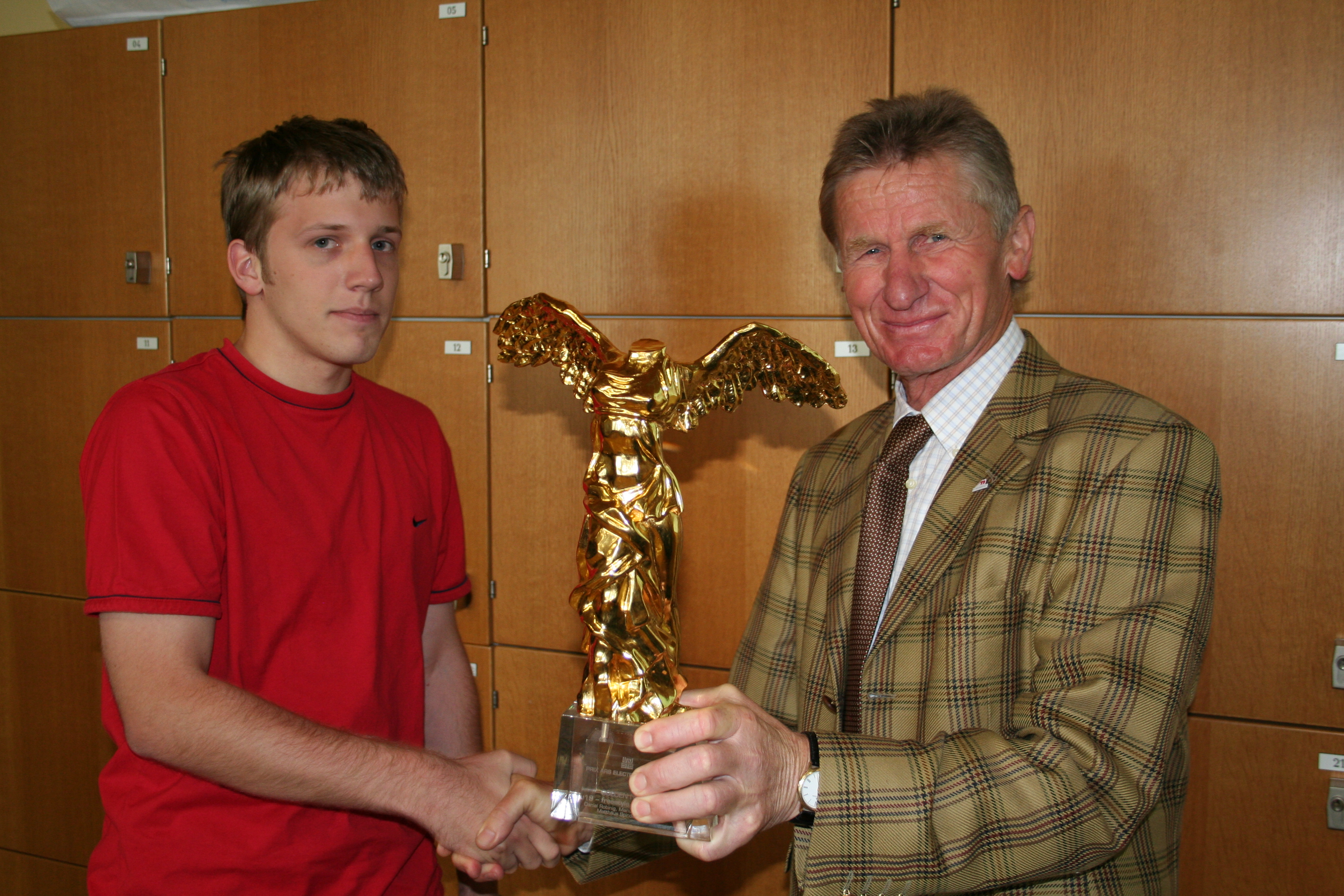
Goldene Nica 2007 mit dem Projekt „VoIP-Wiki“

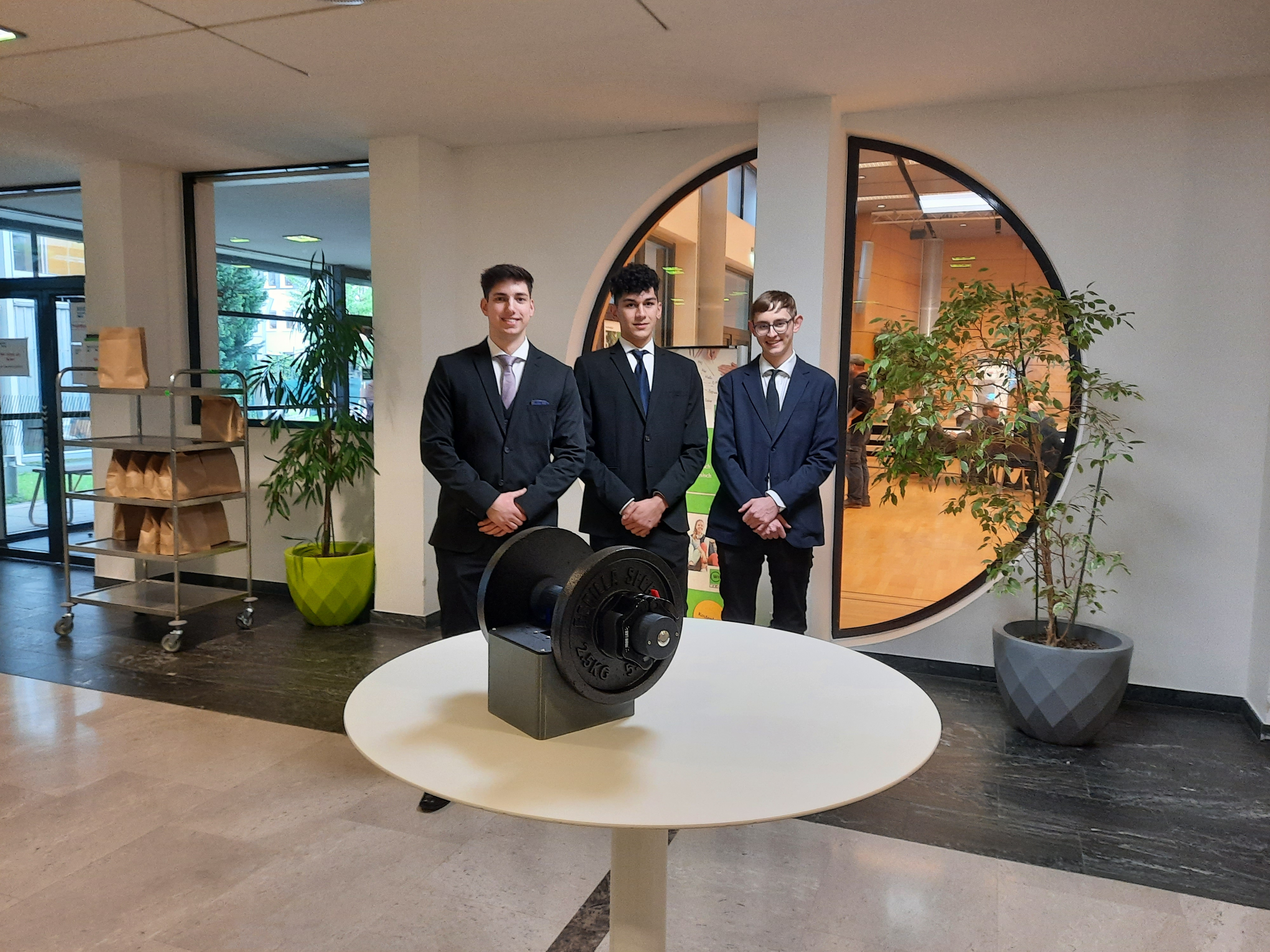
Projektteam SmartDumbBell

| Jahr | Wettbewerb                                                   | Projekt                                  | Preis        |
| ---- | ------------------------------------------------------------ | ---------------------------------------- | ------------ |
| 2007 | Prix Ars Electronica (Kategorie „u19 – freestyle computing“) | VoIP-Wiki                                | Goldene Nica |
| 2007 | Softwarepark Hagenberg Award (Kategorie „Nachwuchspreis“)    | LimCom                                   | 1. Platz     |
| 2011 | KIT – Kärntner Innovations- und Technologiepreis             | Eye Movement Controlling                 | 1. Platz     |
| 2012 | ITS Projekt Award der FH Salzburg                            | Smart Globe                              | 1. Platz     |
| 2012 | KIT – Kärntner Innovations- und Technologiepreis             | Smart Globe                              | 2. Platz     |
| 2013 | IV-Teacher’s Award                                           | Kinder in die Technik                    | 1. Platz     |
| 2013 | innovation@school Award                                      | SmartPipe                                | 1. Platz     |
| 2013 | KIT – Kärntner Innovations- und Technologiepreis             | SmartPipe                                | 1. Platz     |
| 2015 | Build-Impuls-Ideenwettbewerb                                 | Inospecs                                 | 1. Platz     |
| 2015 | Bosch – Technik fürs Leben-Preis                             | OcuCraft                                 | 1. Platz     |
| 2015 | TÜV Austria Wissenschaftspreis                               | OcuCraft                                 | 1. Platz     |
| 2018 | innovation@school Award                                      | EC-damper testbench for high-speed gears | 1. Platz     |
| 2021 | innovation@school Award                                      | HASCY (HTLs Asfinag Safety Cat)          | 1. Platz     |
| 2021 | Bosch – Technik fürs Leben-Preis                             | HASCY (HTLs Asfinag Safety Cat)          | 1. Platz     |
| 2021 | Jugend Innovativ                                             | HASCY (HTLs Asfinag Safety Cat)          | 1. Platz     |
| 2021 | TÜV Austria Wissenschaftspreis                               | HASCY (HTLs Asfinag Safety Cat)          | 1. Platz     |
| 2022 | Maturaprojekt-Wettbewerb der Fachhochschule Kärnten          | Commeatus Analysis                       | 1. Platz     |
| 2022 | HTL-Wettbewerb AUTstanding                                   | HASCY (HTLs Asfinag Safety Cat)          | 1. Platz     |
| 2022 | Bosch – Technik fürs Leben-Preis                             | Commeatus Analysis                       | 1. Platz     |
| 2023 | Maturaprojekt-Wettbewerb der Fachhochschule Kärnten          | SmartDumbBell                            | 1. Platz     |
| 2023 | innovation@school Award                                      | SmartDumbBell                            | 1. Platz     |
| 2023 | Jugend Innovativ                                             | Automatischer Schikantenschleifer        | 1. Platz     |

## Mädchen an der HTL
Die HTL Mössingerstraße wird im Schuljahr 2022/23 von 213 Mädchen besucht. Der Mädchenanteil liegt im Durchschnitt bei 21 %. In der Abteilung für Biomedizin- und Gesundheitstechnik liegt er deutlich über dem Durchschnitt der Schule.
| Ausbildungsbereich                   | Mädchenanteil |
| ------------------------------------ | ------------- |
| Abendschule                          | 12,7 %        |
| Elektronik und Technische Informatik | 7,9 %         |
| Elektrotechnik                       | 5,3 %         |
| Fachschule                           | 8,3 %         |
| Biomedizin- und Gesundheitstechnik   | 61,1 %        |

## Bekannter Absolvent und Schüler
- Matthias Köchl (Sprecher für Selbstständige, für Anti-Atom-Politik und Nachhaltigkeit, Abgeordneter zum Nationalrat)

## Öffentlichkeitsarbeit
Im Jahr 2008 wurde der Förderverein der HTL Mössingerstraße gegründet, der die Schule bei der Finanzierung diverser Diplomarbeiten, Projekten, Reisekosten und Veranstaltungen unterstützt.